# سفت‌کنه کوچک
سفت‌کنه کوچک (نام علمی: Ixodes minor) نام یک گونه از سرده سفت‌کنه است.